# Viviana Grădinaru
Viviana Grădinaru (née en 1981) est une neuroscientifique roumano-américaine et professeure de neurosciences au California Institute of Technology. Elle développe des technologies d'imagerie cérébrale, notamment l'optogénétique et CLARITY, pour étudier la récompense et le sommeil. En 2020, elle a reçu le prix Vilcek pour la Creative Promise en sciences biomédicales de la Fondation Vilcek.

## Enfance et éducation
Grădinaru est originaire de Vaslui en Roumanie, où elle grandit avec ses grands-parents dans un petit village. Enfant, ses grands-parents et le reste de sa communauté travaillent ensemble pour résoudre les problèmes locaux. Originaire d'Europe de l'Est, Grădinaru est encouragée à étudier les sciences dès son plus jeune âge et elle participe notamment à des olympiades scientifiques. Elle déclare qu'elle a été influencée par les nombreuses « femmes brillantes qui enseignaient et pratiquaient les sciences dans [son] pays d'origine ». Gădinaru étudie la physique à l'Université de Bucarest. Après deux ans, elle rejoint le California Institute of Technology d'où elle obtient une licence en biologie en 2005. Au cours de ses études de premier cycle, elle se fascine pour la neurodégénérescence; Elle part poursuivre son doctorat sous la direction de Karl Deisseroth à l'Université Stanford, où elle se spécialise en neurosciences. Au cours de ses recherches de doctorat, elle donne des cours d'été au Cold Spring Harbor Laboratory et forme des chercheurs pour le Stanford Optogenetics Innovation Laboratory. Elle fait de la danse de salon et concourt en quickstep à un niveau amateur tout au long de ses études supérieures. 

## Recherche et carrière
En collaboration avec ses collègues de Stanford, Grădinaru fonde la compagnie Circuit Therapeutics, dont elle est la directrice de la technologie et qui crée des thérapies optogénétiques pour traiter les personnes atteintes de troubles du système nerveux,. Grădinaru rejoint ensuite le corps professoral du California Institute of Technology, initialement en tant que chercheuse invitée, puis professeure adjointe en 2012 et est finalement promu professeure titulaire en 2018. Depuis 2017, elle est la principale chercheuse du centre de recherche CLARITY, Optogenetics and Vector Engineering (CLOVER) au California Institute of Technology. 
Grădinaru travaille au développement de nouvelles technologies d'imagerie cérébrale, qu'elle utilise pour comprendre les troubles du sommeil et les mouvements. Elle développe des méthodes de dépistage des vecteurs viraux pour surveiller les mécanismes de délivrance de gènes qui traversent la barrière hémato-encéphalique. Elle étudie aussi l'optogénétique en utilisant des protéines légères et photosensibles pour manipuler la fonction de cellules vivant dans des tissus corporels hétérogènes. 
Elle cherche à utiliser sa compréhension de l'activité neuronale pour établir les mécanismes d'action de la stimulation cérébrale profonde, ainsi que pour étudier son impact à long terme sur la fonction neuronale,. Elle a notamment utilisé l'optogénétique pour étudier les circuits cérébraux impliqués dans la maladie de Parkinson. En utilisant CLARITY, Grădinaru cherche à créer des cartes anatomiques des réseaux cérébraux et des systèmes biologiques intacts,. En 2019, Grădinaru faisait partie d'une équipe de recherche qui a démontré que le poisson-zèbre et les souris ont besoin de sérotonine pour dormir. 

## Prix et distinctions
- 2013 : Prix du jeune scientifique du Forum économique mondial[17]
- 2013 :  Bourse Pew[18]
- 2014 : 40 under 40 du magazine Cell[7]
- 2017 : Prix des innovateurs scientifiques de l'Académie des sciences de New York[19]
- 2018 : Transformative Investigator Award de l'Université de l'Indiana[20]
- 2018 : Prix des pionniers du National Institutes of Health
- 2019 : Finaliste du Prix Blavatnik pour jeunes scientifiques[21]
- 2020 : Prix Vilcek pour la promesse créative en science biomédicale, Fondation Vilcek[1]

## Publications notoires
- (en) « Targeting and Readout Strategies for Fast Optical Neural Control In Vitro and In Vivo », Journal of Neuroscience, vol. 27, no 52,‎ 26 décembre 2007, p. 14231–14238 (PMID 18160630, DOI 10.1523/JNEUROSCI.3578-07.2007)
- (en) « Optical Deconstruction of Parkinsonian Neural Circuitry », Science, vol. 324, no 5925,‎ 17 avril 2009, p. 354–359 (PMID 19299587, PMCID 6744370, DOI 10.1126/science.1167093)
- (en) « Molecular and Cellular Approaches for Diversifying and Extending Optogenetics », Cell, vol. 141,‎ 2 avril 2010, p. 22–24 (PMID 20303157, PMCID 4160532, DOI 10.1016/j.cell.2010.02.037)